# Pilea krugii
Espèce
Pilea krugii est une espèce de plantes à fleurs de la famille des Urticaceae. Il s'agit d'une plante herbacée pérenne originaire de Porto Rico.